# God.name
God.name su vrsarsko-porečka rock grupa osnovana 2000. godine. Glavni su im uzori grupe američkog glazbenog pravca grunge (Pearl Jam, Stone Temple Pilots, Soundgarden, Alice In Chains...), ali i grupe kao što su Metallica, Faith No More, Guns N' Roses i sl.

## Povijest sastava
God.name nastaje spajanjem vrsarske grupe No Name i porečke grupe Godine. U početku sviraju rock obrade, a kasnije stvaraju autorsku glazbu te snimaju dva demouratka.
Pod imenom God.name djeluju od 2003. godine. 
2005. godine u LA Studio - Rovinj, God.name započinju snimati pjesme za prvi album Moje riječi. Nakon godinu dana dovršavaju album. 
2007. godine album izlazi za etiketu Aquarius Records.
I bez medijskog poguravanja ušao je u deset najprodavanijih hrvatskih albuma. Žanra je - kršćanski rock i post-grunge srodan grupi Creed te nešto malo slično na Pearl Jam. Dio stihovnih i glasovnih utjecaja potječe od nekih hrvatskih rock skupina, a drugi od niza američkih post-grunge i moderniziranih hard rock sastava s konca 90-ih.
Sredinom lipnja 2009. godine objavljena je pjesma Kiša, najavni singl drugog albuma Krugovi koji je dovršen početkom 2011. godine.

## Diskografija
1. Moje riječi (2007.)
2. Krugovi (2011.)

## Članovi sastava
- Albert Liović - bas-gitara
- Feodor Božinović - vokal
- Zoran Milan - bubnjevi
- Kristian Macinić - gitara
- Danijel Krevatin - gitara, prateći vokal

## Singlovi
1. Hollywood (2007.)
2. Jutra (2008.)
3. Kiša (2009.)
4. Dno (2011.)
5. Krugovi (2011.)

## Vanjske poveznice
- God.name - facebook stranica  Arhivirana inačica izvorne stranice od 12. prosinca 2007. (Wayback Machine)